# Уир, Артур
Артур Йенси Уир (англ. Arthur Yancey Wear; 1 марта 1880, Сент-Луис, Миссури — 6 ноября 1918, Пуйи) — американский теннисист, бронзовый призёр летних Олимпийских игр 1904 года.
Младший брат теннисиста Джозефа Уира, который участвовал в этой же Олимпиаде.
На Играх 1904 года в Сент-Луисе Уир участвовал только в парном разряде. Вместе с Кларенсом Гэмблом они дошли до полуфинала и получили бронзовые медали.
Служил капитаном в американской 89-й пехотной дивизии во время Первой мировой войны Умер во Франции от прободной язвы во время Мёз-Аргоннского наступления. Похоронен во Франции.